# Бажанський Порфирій Іванович
о. Порфи́рій Бажа́нський (22 лютого 1836, Белелуя, нині Снятинського району — 29 грудня 1920, Львів) — священник УГКЦ, український композитор і теоретик музики, відомий галицький музичний діяч, фольклорист, письменник. Учень Михайла Вербицького. Батько Ольги-Олександри Бажанської-Озаркевич.

## Життєпис

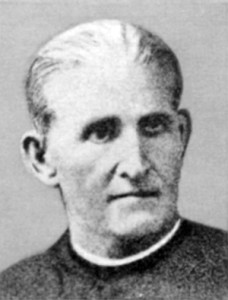
Порфирій Бажанський у літньому віці

Народився 22 лютого 1836 року в с. Белелуя, нині Снятинського району Івано-Франківської області, Україна (тоді Снятинський повіт, Королівство Галичини та Володимирії, Австро-Угорщина).

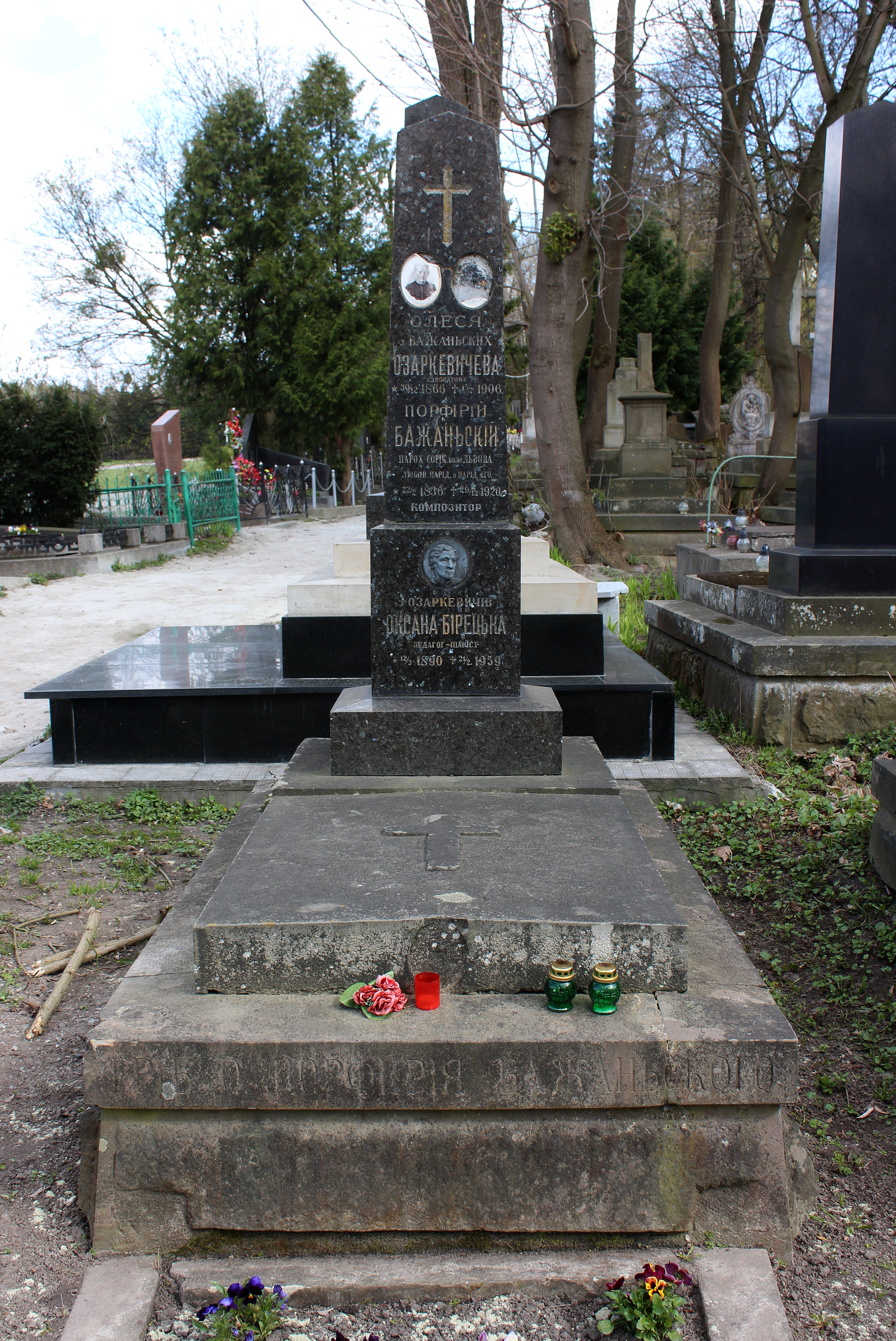
Гробівець родини Бажанських

1846–1856 рр. навчався у гімназії при монастирі оо. Василіян у Бучачі, гімназіях Станіслава (нині Івано-Франківськ) і Чернівців. Закінчив Львівську духовну семінарію (1865). Музики навчався приватно у С. Воробкевича, І. Лаврівського та І. Гуневича. Учитель музики у Львові (1863—1871).
У 1871—1920 був парохом у с. Сороках (нині с. Сороки-Львівські) та у Жаб'є (нині с-ще Верховина Івано-Франківської області).

## Творчість
Разом з власними записами видав понад 4 тисячі українських народних мелодій, записаних іншими збирачами фольклору з Галичини: «Русько-народні галицькі мелодії» (Львів, 1905—1912, 10 вип.).
Автор праць, виданих у Львові: «Історія руського церковного пінія» (1890), «Русько-народна поетична і музикальна ритміка», «Малоруський музикальний народний тон» (обидві — 1891), «Малоруська народна мелодика» (1892), «Русько-народна музикальна гармонія», «Русько-народна музикальна опера» (обидві — 1900), «Ціха і будова стародавньої музикальної гармонії», «Нова метода записування русько-народної мелодії» (обидві — 1904), «Русько-народний музикальний стиль» (ч. 1, 1907; ч. 2, 1911), «Русько-народна натуралістична музика» (1913), а також посібника «Повна інструментація європейських і руських народних інструментів» (1914).
Автор мелодрам «Довбуш», «Олеся», «Весілля», «Марічка — татарська бранка з Покуття» та інших музичних творів. Працював для «Руського Народного Театру». 23 квітня 1891 відбулась прем'єра опери «Марічка — татарська бранка з Покуття» (1889) у Тернополі.
Спільно з А. Вахнянином уклав першу в Галичині збірку творів українських композиторів «Кобзар» (чоловічий вокал, квартети; 1885). Автор оперет на власні лібрето: «Параня», «Сибірячка», «Сузанна», «Німа», «Сирітка», «Маруся» (1870—1911, Львів); музики до п'єс «Покійний Опанас» Ю. Янковського (1869), «Гнат Приблуда» С. Воробкевича, «Олеся» (1883), «Марійка» (1891), «Галя» П. Свенціцького; оркестрових хорових творів (4 літургії; 2–4 — 1907—1911). Опери Бажанського були в репертуарі театру товариства «Руська бесіда» у 1870–1890-і.
Порфирій Бажанський був видатним пасічником, винахідником вулика власної конструкції, запровадив новий метод роювання бджіл, що дав змогу істотно збільшити збір меду. Свої досліди та спостереження друкував у журналі «Bartnik postepowy», що виходив у Львові. Окрім того, написав низку книжечок: «Календарик пасічнічий» (Львів, 1877; 1879), «Природа і житє пчол» (Б. м., б. р.), «Новая господарка в медовой пасєце» (Львів, 1902; 1912), «Медодайні ростінія» (Львів, 1881).
У 1986 році в с. Белелуя йому відкрито пам'ятний знак.
Похований у родинному гробівці на 59 полі Личаківського цвинтаря.